# Karting Academy Trophy
El Karting Academy Trophy es una competición internacional de carreras de karting organizada por la FIA. Su temporada inaugural tuvo lugar en 2010. El campeón más notable de esta competencia fue piloto de Fórmula 1 Charles Leclerc .

## Campeones
| Temporada | Campeón            | Segundo Lugar       | Tercer Lugar            | Ref.   |
| --------- | ------------------ | ------------------- | ----------------------- | ------ |
| 2010      | Niklas Tiihonen    | Anthoine Hubert     | Filippos Kalesis        | [ 3 ]  |
| 2011      | Charles Leclerc    | Ben Barnicoat       | Juho Valtanen           | [ 2 ]  |
| 2012      | Joonas Lappalainen | Javier Cobián       | Erwan Julé              | [ 4 ]  |
| 2013      | Maxime Potty       | Arturo Melgar       | Berkay Besler           | [ 5 ]  |
| 2014      | Richard Verschoor  | Kakunoshin Ohta     | Rinus VeeKay            | [ 6 ]  |
| 2015      | Marta García       | Xavier Lloveras     | Alex Lahoz              | [ 7 ]  |
| 2016      | Callum Bradshaw    | Alfred Nilsson      | Kas Haverkort           | [ 8 ]  |
| 2017      | Xavier Handsaeme   | Tijmen van der Helm | Francisco Melo D. Porto | [ 9 ]  |
| 2018      | Mari Boya          | Kobe Pauwels        | Guilherme Figueiredo    | [ 10 ] |
| 2019      | Kajus Siksnelis    | Christian Ho        | Robert De Haan          | [ 11 ] |
| 2020      | Connor Zilisch     | Macéo Capietto      | Maxime Furon-Castelain  | [ 12 ] |
| 2021      | Maciej Gladysz     | David Walther       | Oleksandr Bondarev      | [ 13 ] |
| 2022      | Arthur Dorison     | Guillaume Bouzar    | Matias Orjuela          | [ 14 ] |